# Diplomatie (magazine)
Pour les articles homonymes, voir Diplomatie (homonymie).
Diplomatie est le principal magazine français consacré aux affaires internationales et stratégiques (source NMPP 2007). Il a été fondé en janvier 2003 par le géographe et politologue français Alexis Bautzmann, qui en assure la rédaction en chef,. Ce magazine bimestriel est diffusé en France (kiosques et librairies) et dans plus de 40 pays étrangers.
Le titre appartient au groupe de presse Areion,, éditeur des magazines Défense et Sécurité internationale (DSI), Moyen-Orient, Carto, Histoire & Stratégie,, Europa, Enjeux Méditerranée et DSI-Technologies (anciennement Technologie et Armement).

## Ligne éditoriale
Magazine d'analyse et de réflexion, Diplomatie couvre l'actualité internationale et stratégique à travers des analyses d'experts et de personnalités politiques, économiques et militaires françaises et étrangères. Le magazine associe de nombreuses cartes et illustrations aux textes et édite chaque année un atlas géostratégique ainsi qu'un état des conflits dans le monde.
L'une des particularités du magazine Diplomatie réside dans son indépendance éditoriale, sa large diffusion en kiosque et librairies ainsi que sa forte présence dans plus d'une trentaine de pays étrangers.
La direction scientifique du magazine est assurée par le Centre d'analyse et de prévision des risques internationaux (CAPRI). Le magazine entretient par ailleurs des partenariats éditoriaux et scientifiques avec un grand nombre de centres de recherche et d'universités en France et à l'étranger.